# إعلان شومان
إعلان شومان هو البيان الذي أدلى به وزير الخارجية الفرنسي روبير شومان في 9 مايو في عام 1950. اقترح هذا الإعلان وضع الإنتاج الفرنسي والألماني للفحم والصلب تحت سلطة عليا مشتركة واحدة. وجعل هذه المنظمة قابلة لمشاركة دول أوروبا الغربية. كان من المفترض تصميم هذا التعاون بطريقة تهدف إلى خلق مصالح مشتركة بين الدول الأوروبية والذي كان سيؤدي إلى تكامل سياسي تدريجي، ويعتبر هذا شرطًا لتهدئة العلاقات بينهما: «لن تُبنى أوروبا دفعة واحدة أو انطلاقًا من خطة واحدة. ستُبنى من خلال إنجازات ملموسة تؤدي في البداية إلى تضامن فعلي. يتطلب التقاء دول أوروبا القضاء على المعارضة القديمة لفرنسا وألمانيا».
لم يقع خطاب شومان على آذان صماء، فاستجاب مستشار ألمانيا الغربية كونراد أديناور بسرعة برد إيجابي كما فعلت حكومات هولندا وبلجيكا وإيطاليا ولوكسمبورغ. وقّع الأعضاء المؤسسون الستة على معاهدة باريس في غضون عام واحد في 18 أبريل في عام 1951. أنشأت المعاهدة الجماعة الأوروبية للفحم والصلب، وهي أول جماعة فوق وطنية في أوروبا. مهدت هذه المنظمة الطريق للجماعة الاقتصادية الأوروبية والاتحاد الأوروبي بعد ذلك والذي ما يزال تحت إدارة النوع المبتكر من المؤسسات الأوروبية التي أُنشِئت في عام 1950.
لم تتوقف جهود شومان عند هذا الحد، وأصبح مؤيدًا كبيرًا لمزيد من التكامل من خلال جماعة دفاع أوروبية، وأصبح أول رئيس لسلف البرلمان الأوروبي الحالي في عام 1958. منحه البرلمان لقب «أبو أوروبا» عندما ترك منصبه. أُطلِق على يوم إعلان شومان في 9 مايو في عام 1950 «يوم أوروبا». سُمّي الحي الذي يضم العديد من مؤسسات الاتحاد الأوروبي في بروكسل باسمه نظرًا لأهميته وتكريمًا لعمله الرائد من أجل أوروبا موحدة.

## الهدف والصياغة
صاغ بول رويتر، زميل شومان والمحامي بوزارة الخارجية، الإعلان نفسه لأول مرة. حرره جان مونيه وآخرون من ضمنهم شومان ورئيس مجلس الوزراء برنارد كلابيير. نُشرت وثائق مسودة الإعلان من قبل مؤسسة جان مونيه. تُظهر الوثائق كتابة رويتر للمسودة الأولى وإجراء مونيه لبعض التصحيحات البسيطة فقط. شطب مونيه كلمة «فوق وطنية» وهي المفهوم الرئيسي الذي استخدمه شومان لوصف الشكل الجديد للدولة الأوروبية العظمى، واستُبدلت بالكلمة المبهمة «الاتحاد». طُرِحت جميع العناصر الرئي سية، ومن ضمنها منظمة أوروبية جديدة والابتكارات التي تتجاوز الحدود الوطنية والجماعة الأوروبية والسلطة العليا ودمج المصالح الحيوية مثل الفحم والصلب وسوق واقتصاد أوروبي واحد، في سلسلة من الخطب الرئيسية التي قدمها شومان في السنوات التحضيرية السابقة، شمل ذلك خطبه في الأمم المتحدة وقصر سانت جيمس بلندن عند توقيع النظام الأساسي لمجلس أوروبا وفي بروكسل وستراسبورغ وأمريكا الشمالية. قُدم اقتراح إنشاء مجتمع فوق وطني إلى الشعوب الأوروبية في سنوات الحرب الباردة الكئيبة المخيفة حيث استُبعد نشوب حرب أخرى مع ألمانيا. أصبحت المقترحات إعلانًا لسياسة الحكومة الفرنسية عندما اتفق عليه في 9 مايو في عام 1950 بعد مناقشات مجلس الوزراء على أن تلتزم فرنسا بمثل هذا المجتمع المنشِئ للحكم الأوروبي.
كشف شومان في ملاحظاته التمهيدية أن هذا الابتكار التقني والاجتماعي والصناعي على ما يبدو ستكون له تداعيات سياسية ضخمة ليس فقط بالنسبة للديمقراطية الأوروبية، بل ولإدخال الحرية الديمقراطية إلى مناطق أخرى مثل أوروبا الشرقية التي يسيطر عليها الاتحاد السوفيتي لمساعدة البلدان النامية ولتحقيق السلام العالمي؛ وقال «ستولد أوروبا من هذا، أوروبا الموحدة بقوة والتي بنيت ضمن إطار قوي». تجسد الهدف الفوري للإعلان بمشاركة كل من فرنسا وإيطاليا وألمانيا الغربية ودول البنلوكس في الموارد الإستراتيجية لا من أجل إبعاد التفكير بحرب فقط بل من أجل جعلها مستحيلة من الناحية المادية».
تجسدت النتيجة الفورية لهذه المبادرة بإنشاء الجماعة الأوروبية للفحم والصلب في 18 أبريل في عام 1951، وهي أُولى الجماعات الأوروبية الثلاث وسلف الاتحاد الأوروبي. أكدت الدول الست الموقعة على معاهدة باريس في 18 أبريل في عام 1951 في وثيقة منفصلة على أن هذا التاريخ يمثل ميلاد أوروبا، وقالت: «يُعد تقدم الأطراف للمشاركة بتوقيع هذه المعاهدة دليلًا على تصميمها على إنشاء أول دولة فوق وطنية وأنها تضع بذلك الأساس الحقيقي لأوروبا منظمة. تبقى أوروبا هذه مفتوحة لجميع البلدان التي تتمتع بحرية الاختيار. نأمل بشدة أن تنضم إلينا بلدان أخرى في مسعانا المشترك».
جاءت واحدة من النقاط الرئيسية لإعلان شومان في نهاية بيانه تقريبًا، وهي أنه «من خلال تجميع الإنتاج الصناعي الأساسي وإنشاء سلطة عليا جديدة تكون قراراتها ملزمة لفرنسا وألمانيا ودول أعضاء أخرى مع تلك المقترحات، سيُحيا أول أساس متين لاتحاد أوروبي حيوي للحفاظ على السلام العالمي». تجسدت إحدى النقاط المهمة الأخرى في إعلان شومان التأكيد على هدف رئيسي أيضًا. «تقترح الحكومة الفرنسية وضع الإنتاج الفرنسي الألماني للفحم والصلب تحت سلطة عليا مشتركة واحدة في منظمة مفتوحة لمشاركة دول أوروبية أخرى».

## الإرث
حدد إعلان شومان بداية التعاون الفرنسي الألماني بعد الحرب العالمية الثانية وإعادة دمج ألمانيا الغربية مع أوروبا الغربية. قال كونراد أديناور، مستشار ألمانيا الغربية، عن الإعلان: «هذا هو نجاحنا». أُنشِئت الجماعة الأوروبية للفحم والصلب بموجب معاهدة باريس ووقع قادة البلدان الستة الأعضاء في 18 أبريل في عام 1951 على إعلان أوروبا، وقالوا إنه «حدد الأساس الحقيقي لأوروبا». قدمت الجماعة فوق الوطنية (كثمرةٍ للإعلان) خمس مؤسسات أوروبية ما تزال قيد التطوير، وهي المفوضية الأوروبية والبرلمان الأوروبي واللجان الاستشارية (التي تمثل المجتمع المدني المنظم) ومجلس الوزراء ومحكمة العدل الأوروبية.
طرحت الجماعة الأوروبية للفحم والصلب الناتجة سوقًا مشتركة للصلب والفحم في جميع البلدان الأعضاء بأسعار السوق المحددة بحرية، وذلك دون رسوم الاستيراد والتصدير الداخلية أو الإعانات المالية. أدى نجاح هذه الجماعة إلى اتخاذ مزيد من الخطوات التي توقعها شومان مع إنشاء الجماعة الاقتصادية الأوروبية والجماعة الأوروبية للطاقة الذرية. اندمجت اللجنتان الأوربيتان لمعاهدات روما الأخيرة والسلطة العليا في لجنة أوروبية واحدة في الستينيات. أُنشِئت هيئات ومجالات أنشطة حكومية دولية أخرى (غير فوق وطنية) أدت إلى إنشاء الاتحاد الأوروبي في عام 1993.
يُنظر إلى الإعلان باعتباره أحد الأحداث الرئيسية لتأسيس الاتحاد الأوروبي. اجتمع قادة المجلس الأوروبي في ميلانو لاتخاذ قرار بشأن الرموز «الوطنية» للمجتمع في عام 1985 خلال فترة ولاية جاك ديلور رئيسًا للمفوضية الأوروبية. تبنوا أولئك الذين اختارهم مجلس أوروبا في السابق لكنهم غيروا تاريخ «يوم أوروبا» من 5 مايو إلى 9 مايو احتفالًا بإعلان شومان. يُعرف هذا اليوم أيضًا باسم «يوم شومان».